# Veronica Avluv
Veronica Avluv (Rowlett, 23 novembre 1972) è un'attrice pornografica statunitense.

## Biografia
Dopo aver lavorato come spogliarellista a Dallas sin da quando aveva 17 anni e poi come modella erotica, ha debuttato nel cinema per adulti a 37 anni, nel febbraio 2010, in una scena con Jessi Palmer per la Girlfriends Films.
Nella sua carriera ha lavorato per case di produzione del settore come Adam & Eve, Brazzers, Elegant Angel, Evil Angel, Girlfriends Films, Hustler, Jules Jordan Video, Kink.com, Mile High, Wicked Pictures e Zero Tolerance, girando oltre 700 scene. Nel settore è molto nota per le sue capacità nello squrting e la collega Bonnie Rotten dice di aver appreso la tecnica da lei.

## Vita privata
Nel 1996 si è sposata con Hans Avluv (nome d'arte di Eric Lamph), morto il 26 marzo 2013 a causa di un attacco cardiaco. I due si conobbero grazie all'amicizia in comune di Dita von Teese. La coppia ha avuto due figli, anche se entrambi ne avevano già avuto uno da precedenti matrimoni.
Si è descritta come bisessuale, e ha affermato di aver avuto relazioni con altre donne per gran parte della sua vita adulta.

## Filmografia
- Born to Be Bound (2010)@@
- CosWorld 2 (2010)
- Cougars Crave Young Kittens 4 (2010)
- Desperate Housewives (2010)
- Fucking Machines 8858 (2010)
- Fucking Machines 8991 (2010)
- Fucking Machines 8996 (2010)
- Fucking Machines 8997 (2010)
- Fucking Machines 8998 (2010)
- Girls Kissing Girls 5 (2010)
- Imperfect Angels 9 (2010)
- Lesbian Adventures: Strap-On Specialists 2 (2010)
- Lesbian Office Seductions 4 (2010)
- Lesbian Seductions 30: Older/Younger (2010)
- Lesbian Seductions 32 (2010)
- Secretaries Needed (for Bondage) (2010)
- Slumber Party 1 (2010)
- Tape Bound 8 (2010)
- Big Dick Gloryholes 8 (2011)
- Big Tits at Work 14 (2011)
- Busty Creampies 3 (2011)
- Cougar's Prey 7 (2011)
- Doctor Adventures.com 11 (2011)
- Double XXX Jeopardy (2011)
- Graduate XXX (2011)
- I'll Fuck Your Wife If You Fuck Mine 3 (2011)
- Matrimonial Mother Fuckers (2011)
- Mature Women Unleashed 4 (2011)
- MILF Soup 22 (2011)
- Mommies Gone Bad (2011)
- Mommy Blows Best 12 (2011)
- Mommy Got Boobs 12 (2011)
- My Mom's Best Friend (2011)
- Net Skirts 8.0 (2011)
- Please Make Me Lesbian 1 (2011)
- Please Make Me Lesbian 2 (2011)
- Real Slut Party 2 (2011)
- Road Kill (2011)
- Road Queen 19 (2011)
- Scent Of A Woman (2011)
- Teach Me 2 (2011)
- Vulva And The Patriots (2011)
- Women Seeking Women 74 (2011)
- Your Mom Tossed My Salad 8 (2011)
- 2 Chicks Same Time 11 (2012)
- 50 Shades of Veronica Avluv Day 2 (2012)
- Anal Overdose 2 (2012)
- Babysitter 7 (2012)
- Beamonstar (2012)
- Blowjob Bonanza (2012)
- Cougar Tales 5 (2012)
- Cougarland (2012)
- Couples Seeking Teens 9 (2012)
- Dani (2012)
- Deen Eyed (2012)
- Diesel Dongs 23 (2012)
- Dirty Rotten Mother Fuckers 5 (2012)
- Facial Overload 2 (2012)
- Filthy Family 5 (2012)
- Filthy Family 6 (2012)
- Finger Lickin Girlfriends 2 (2012)
- First Crush (2012)
- Frat House Moms (2012)
- Friends And Family 3 (2012)
- Friends With Benefits (2012)
- Fuck My Mom and Me 17 (2012)
- Girl Eat Girl (2012)
- Girls in White 2012 2 (2012)
- Girls Kissing Girls 10 (2012)
- Halfway Home (2012)
- In the Butt 10 (2012)
- Is Your Mother Home 2 (2012)
- Jerk Off Instructions 47: Panty Fetish (2012)
- Jerk Off Instructions: Veronica Avluv (2012)
- Jessica Drake's Guide to Wicked Sex: G-Spot and Female Ejaculation (2012)
- Lesbian Babysitters 7 (2012)
- Lesbian Love Stories 1 (2012)
- Lesbian Romance (2012)
- Lesbian Seductions 40 (2012)
- Lesbian Sex 4 (2012)
- Lesbian Storytime Theater 1 (2012)
- MILF Gape 1 (2012)
- MILF Mania (2012)
- MILF Soup 24 (2012)
- Moms Bang Teens 1 (2012)
- Mom's Cuckold 10 (2012)
- Mother Lovers Society 8 (2012)
- Mothers And Sons (2012)
- My First Sex Teacher 26 (2012)
- My Mother's Best Friend 6 (2012)
- Naughty Office 28 (2012)
- Official The Client List Parody (2012)
- Oil Overload 7 (2012)
- Panty Thieves (2012)
- Pure MILF 1 (2012)
- Queen of the Strap-On 4 (2012)
- Raw 9 (2012)
- Real Wife Stories 12 (2012)
- Road Queen 21 (2012)
- Seasoned Players 17 (2012)
- Seduced By A Cougar 21 (2012)
- Slumber Party 19 (2012)
- Slutty and Sluttier 17 (2012)
- Stepmother 7 (2012)
- Teacher Seductions: The Teacher And The Bad Boy (2012)
- Titterific 17 (2012)
- Tonight's Girlfriend 9 (2012)
- Two Mommies (2012)
- Unfaithful (2012)
- Unplanned Orgies 10 (2012)
- Veronica Avluv (2012)
- 2 Chicks Same Time 13 (2013)
- 2 Chicks Same Time 15 (2013)
- Anal Boot Camp 2 (2013)
- Bangin' the Boss (2013)
- Big Tits At Work 19 (2013)
- Big Tits In Uniform 11 (2013)
- Boardroom MILFS (2013)
- Brother Load 4 (2013)
- Cougars and Cubs (2013)
- Couples Seeking Teens 12 (2013)
- Creeper 2 (2013)
- Deep Throat This 62 (2013)
- Dirty Masseur 5 (2013)
- Divorcees (2013)
- DP My Wife With Me 2 (2013)
- Everything Butt 29585 (2013)
- Foot Worship (2013)
- Foot Worship 27522 (2013)
- Francesca Le Is The Ultimate Whore (2013)
- Fucking Machines 28934 (2013)
- Fucktastic (2013)
- Genital Hospital (2013)
- I Fuck Machines 4 (2013)
- Internal Damnation 6 (2013)
- Lesbian Babysitters 10 (2013)
- Lesbo Pool Party 2 (2013)
- Me, Myself and Anal (2013)
- MILF Madness (2013)
- MILFs Anal Addiction (2013)
- Milfs Illustrated (2013)
- MILFs Like It Black 10 (2013)
- MILFs Love It Harder 1 (2013)
- Mommy Got Boobs 16 (2013)
- Mom's Big Dick Adventures (2013)
- Moms Who Like To Suck (2013)
- Mr. Anal 5 (2013)
- My First Sex Teacher 32 (2013)
- My Friend's Hot Girl 5 (2013)
- My Friend's Hot Mom 37 (2013)
- My Mom Likes Girls 3 (2013)
- Naughty Office 31 (2013)
- Nobody's Daughter (2013)
- Pornstar Double Team Supreme 2 (2013)
- Pure MILF 4 (2013)
- Raw 13 (2013)
- Real Female Orgasms 16 (2013)
- Rump Raiders 4 (2013)
- Secret Soiree: Six-Man Gangbang (2013)
- Seduced By a Cougar 26 (2013)
- Seduction 3 (2013)
- Sex and Submission 28830 (2013)
- Sex and Submission 31445 (2013)
- Shaming the Shooter (2013)
- She's Gonna Squirt (2013)
- Slumber Party 24 (2013)
- Squirt Machines 2 (2013)
- Super Sex Parties (2013)
- Tanya Tate's College Cuties Seduce MILF Beauties (2013)
- Tempted By Mommy (2013)
- Titty Creampies 4 (2013)
- Tonight's Girlfriend 22 (2013)
- Tying Up Loose Ends (2013)
- Veronica Avluv: No Limits (2013)
- What A Rack 2 (2013)
- White Mommas 4 (2013)
- Babysit My Ass 4 (2014)
- Big Tits in Sports 13 (2014)
- Bonnie Rotten Is Squirtwoman (2014)
- Cougars, Kittens and Cock 3 (2014)
- Crime of Passion (2014)
- Facialized (2014)
- Family Comes First (2014)
- Freaky MILFs (2014)
- Gag On My Cock 2 (2014)
- Genital Hospital 2 (2014)
- Holy Shit Those Are Big Tits 2 (2014)
- Lustful Threesomes (2014)
- MILF Soup 31 (2014)
- MILFs Seeking Boys 6 (2014)
- Mother Load (2014)
- Mother May I (2014)
- Odd Jobs (2014)
- POV Sphinctacular (2014)
- Prime MILF (2014)
- Show Her How (2014)
- Squirt Gasms 2 (2014)
- Strap Some Boyz 2 (2014)
- Super Anal Cougars 4 (2014)
- Swinger 4 (2014)

## Riconoscimenti
- 2013
  - XRCO Award per MILF of the Year[9]
- 2015
  - AVN Award for Best Supporting Actress per Cinderella XXX: An Axel Braun Parody[10]